# 安东尼·亚森松
安东尼·亚森松·埃尔南德斯（西班牙語：Antoni Asunción Hernández，1951年7月12日—2016年3月5日）是西班牙巴伦西亚省出身的政治家。1993年至1994年担任内政大臣。
他是演员何塞·桑乔的堂兄。

## 生平
1951年出生于巴伦西亚省小镇马尼塞斯，1979年在家乡的市政选举中当选市长。1983年至1988年担任巴伦西亚省议员代表团团长。1988年被司法大臣任命为监狱事务总干事，任期内致力于协商解决埃塔恐怖组织囚犯待遇问题。
1993年大选中当选眾議院议员，代表巴伦西亚选区。1993年底接替辞职的何塞·路易斯·科奎拉在冈萨雷斯内阁中出任内政大臣。任期内，国民警卫队总监路易斯·罗尔丹被爆出腐败丑闻。亚松森承诺会严惩他的行为。然而当罗尔丹出逃后，亚森松因负有责任而递交了辞呈。
他参与了1999年巴伦西亚自治区议会选举，试图竞争自治区主席，但输给了人民党。他在9月20日离开了议员的位置。此后他离开政坛，开始商业生涯。2010年竞争巴伦西亚社会党总书记职位失利。2011年，他被指控选举操控，被工人社会党吊销了党籍。2013年开始支持阿爾韋特·里維拉领导的市民运动。
2015年6月因涉嫌商业欺诈被国家法庭传唤。2016年3月5日在瓦倫西亞逝世。